# 阔鳞耳蕨
阔鳞耳蕨（学名：Polystichum rigens）为鳞毛蕨科耳蕨属下的一个种。

## 扩展阅读
- 維基物種上的相關：阔鳞耳蕨